# Zwartkapbladspeurder
De zwartkapbladspeurder (Philydor atricapillus) is een zangvogel uit de familie ovenvogels (Furnariidae).

## Verspreiding en leefgebied
Deze soort komt voor in zuidoostelijk Brazilië, oostelijk Paraguay en noordoostelijk Argentinië.

## Status
De grootte van de populatie is niet gekwantificeerd maar de soort wordt omschreven als vrij algemeen. Op de Rode lijst van de IUCN heeft deze soort de status niet bedreigd.